# أرتور أورتيز مارتينيز
أرتور أورتيز مارتينيز (بالإسبانية: Arturo Ortíz Martínez)‏ هو لاعب كرة قدم مكسيكي، ولد في 25 أغسطس 1992.

## وصلات خارجية
- أرتور أورتيز مارتينيز على موقع إي إس بي إن إف سي (الإنجليزية)
- أرتور أورتيز مارتينيز على موقع قاعدة بيانات كرة القدم.إي يو (الإنجليزية)
- أرتور أورتيز مارتينيز على موقع ناشيونال فوتبول تيمز (الإنجليزية)
- أرتور أورتيز مارتينيز على موقع Soccerway.com (الإنجليزية)